# Axel Prado
Axel Ezequiel Prado Sire (Las Piedras, 17 novembre 2002) è un calciatore uruguaiano, difensore della Juventud.

## Carriera

### Club
Prado è cresciuto nel settore giovanile della Juventud, la principale squadra della sua città natale, con cui ha debuttato il 14 settembre 2020 nell'incontro di Segunda División pareggiato 1-1 contro il Rocha. Nel 2023 è stato ceduto in prestito per una stagione al Liverpool (M), con cui ha esordito in Primera División il 13 febbraio contro l'Albion.
Terminato il prestito è tornato a Las Piedras, dove il 2 giugno 2023 ha segnato il suo primo gol in carriera nel pareggio per 1-1 contro l'Atenas. Nel 2024 è tornato in prima divisione firmando con il Cerro Largo.

### Nazionale
Nel 2019 ha partecipato con l'Uruguay Under-17 al campionato sudamericano.

## Statistiche

### Presenze e reti nei club
Statistiche aggiornate al 5 maggio 2024.
| Stagione        | Squadra         | Campionato      | Campionato | Campionato | Coppe nazionali | Coppe nazionali | Coppe nazionali | Coppe continentali | Coppe continentali | Coppe continentali | Altre coppe | Altre coppe | Altre coppe | Totale | Totale | Totale |
| Stagione        | Squadra         | Comp            | Pres       | Reti       | Comp            | Pres            | Reti            | Comp               | Pres               | Reti               | Comp        | Pres        | Reti        | Pres   | Reti   |        |
| --------------- | --------------- | --------------- | ---------- | ---------- | --------------- | --------------- | --------------- | ------------------ | ------------------ | ------------------ | ----------- | ----------- | ----------- | ------ | ------ | ------ |
| 2020            | Juventud        | SD              | 3          | 0          |                 | -               | -               |                    | -                  | -                  |             | -           | -           | 3      | 0      |        |
| 2021            | Juventud        | SD              | 17         | 0          |                 | -               | -               |                    | -                  | -                  |             | -           | -           | 17     | 0      |        |
| 2022            | Liverpool (M)   | PD              | 19         | 0          | CU              | 2               | 0               | CS                 | 0                  | 0                  |             | -           | -           | 21     | 0      |        |
| 2023            | Juventud        | SD              | 22         | 1          | CU              | 0               | 0               |                    | -                  | -                  |             | -           | -           | 22     | 1      |        |
| 2024            | Cerro Largo     | PD              | 0          | 0          | CU              | 0               | 0               | CS                 | 0                  | 0                  |             | -           | -           | 0      | 0      |        |
| Totale carriera | Totale carriera | Totale carriera | 61         | 1          |                 | 2               | 0               |                    | 0                  | 0                  |             | -           | -           | 63     | 1      |        |